# شارميل
شارميل هي كومونا في مقاطعة أليي (إقليم فرنسي) في وسط فرنسا.

## جغرافيا
يمكن الوصول إليها عن طريق الطرق الفرعية 6 و 27، كما تقع شارميل على بعد 5 كيلومترات (3.1 ميل) شمال غرب فيشي، و 3 كيلومتر (1.9) جنوب سان ريمي إن رولات، و 4 كيلومتر (2.5 ميل) شرق فيندات و 4 كيلومتر (2.5 ميل) شمال بيلريف سور أليي

تقع محطة الأرصاد الجويه في موقع المطار على ارتفاع: 249 متر (817 قدما). 

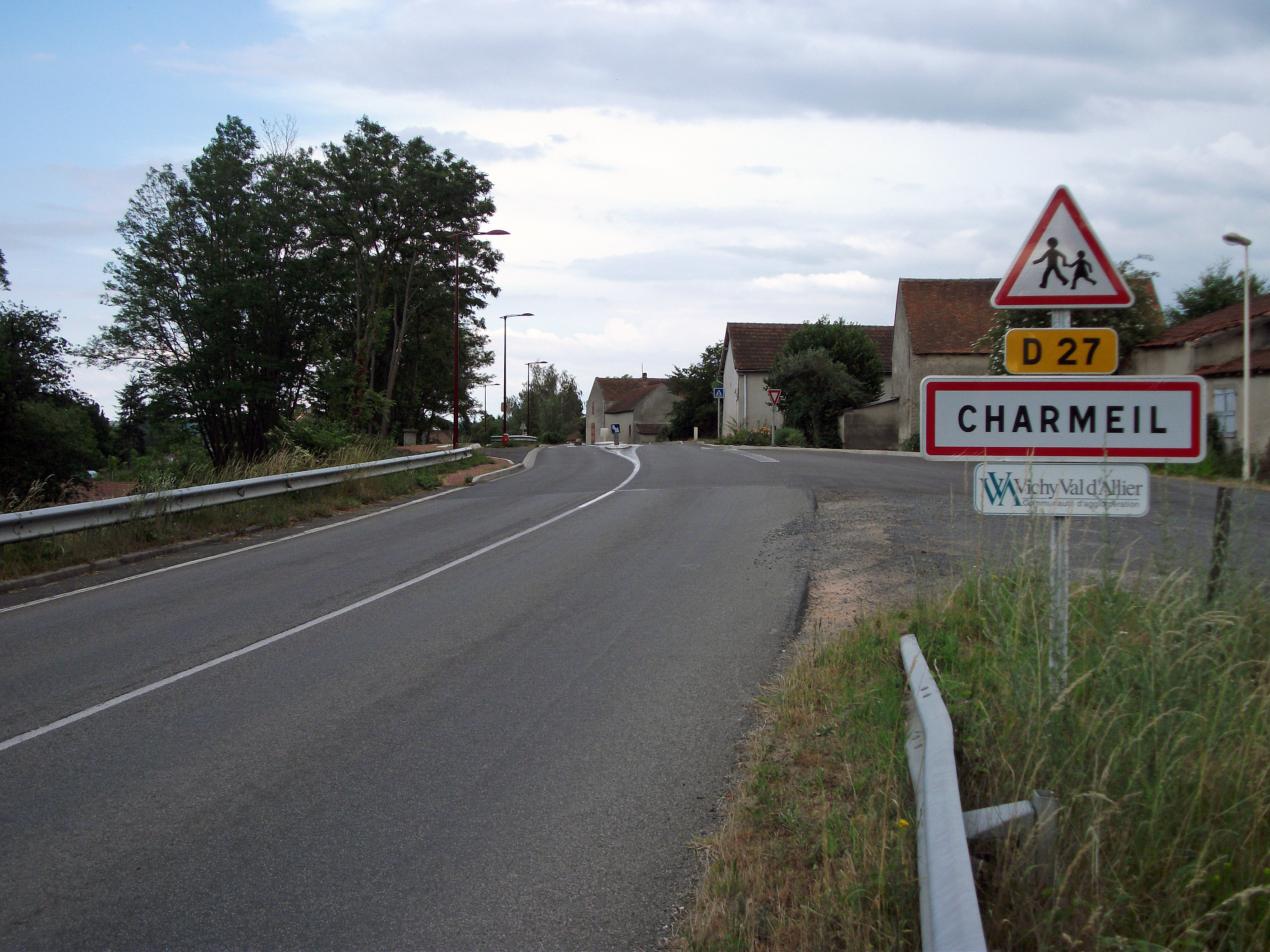
D 27 من Vendat
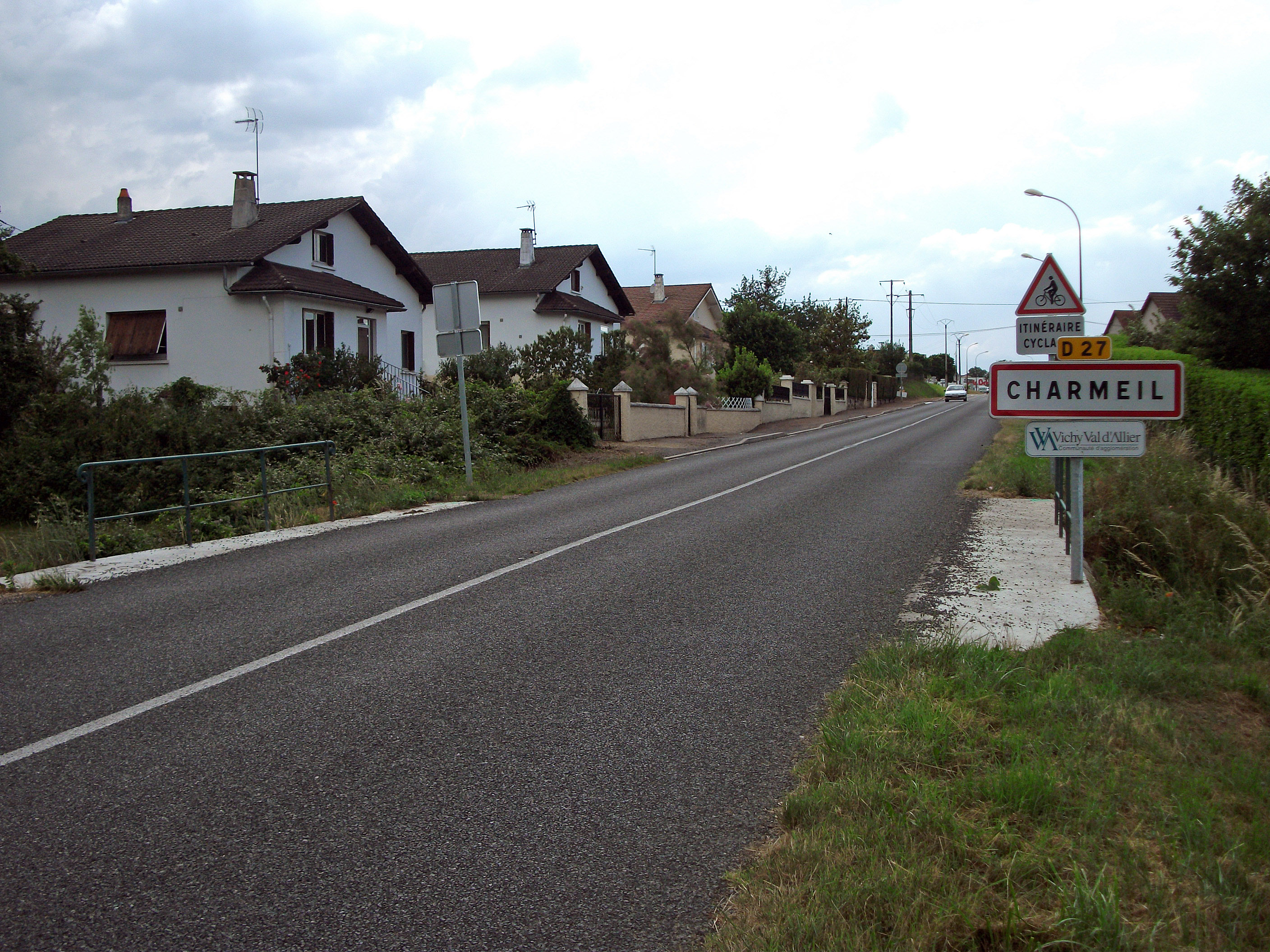
D 27 من جسر Boutiron

## الإدارة
قائمة برؤساء البلديات متعاقبة:
- 2001-2014: أندريه كلود بيتيلات
- 2014 - حتى الآن: فرانك غونزاليس [6]

## اقتصاد
تضم شارميل منطقة تجارية فيها لافتات: السيد بريكولاج، وجارديلاند، ومتجر GiFi ، وليدل، وتجار محليون.

## التراث والثقافة
- قلعة شارميل، التي كانت تعد مسكن الإقامة الصيفي للمارشال فيليب بيتان في عام 1943 والتي اجريت فيها لقاء سري بين بيير لاڤال ومستشار وزير سفارة ألمانيا رودولف راهن في أغسطس عام 1942
- كنيسة
- جسر بوتيرون (على طريق المقاطعات 27، بين شارميل وكروزيير لو فيو، المعلم التاريخي منذ عام 2021 [7])